# Giovanni Battista Tiepolo

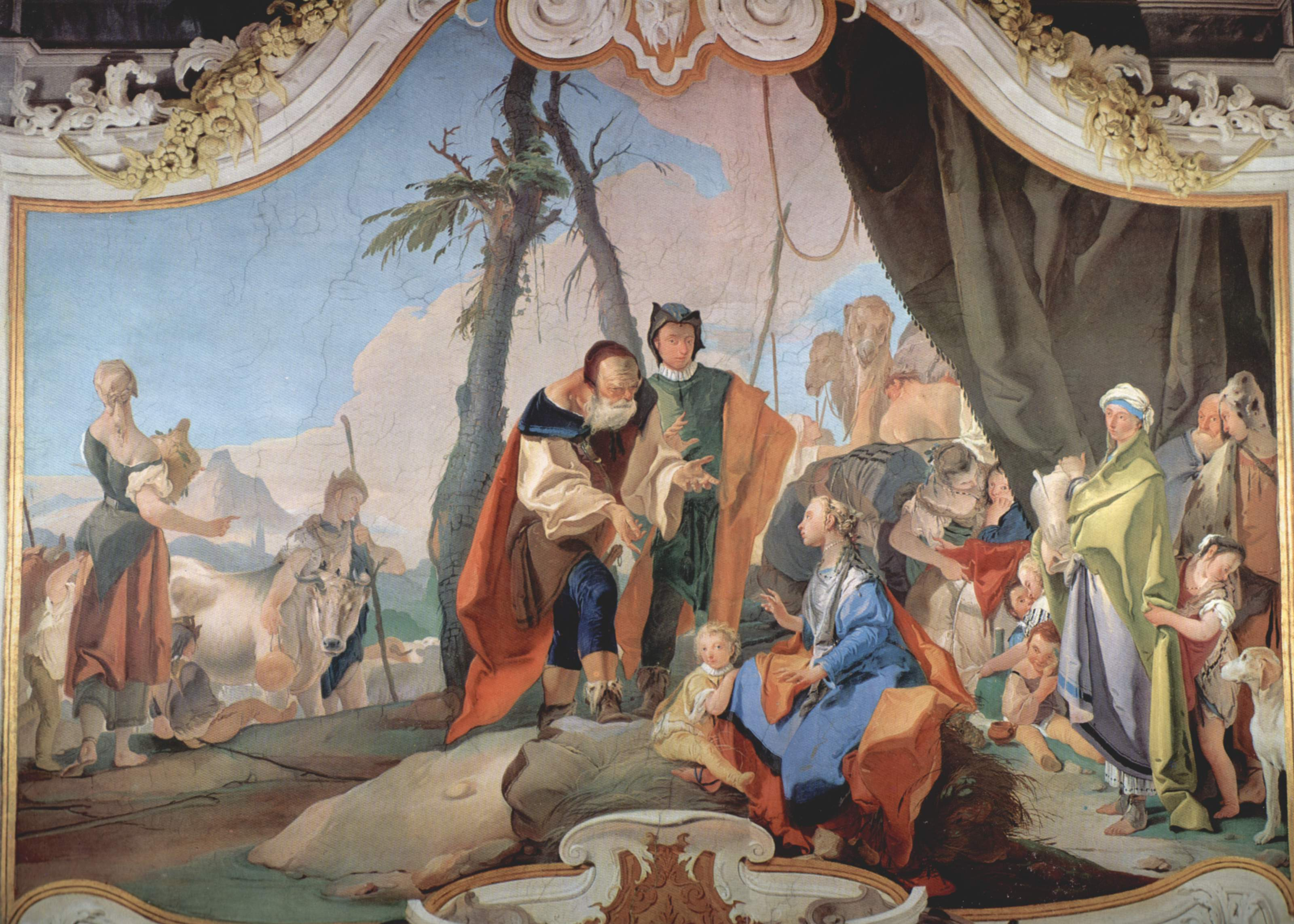
Detalhe da decoração do Palácio Episcopal de Udine, com uma cena bíblica.

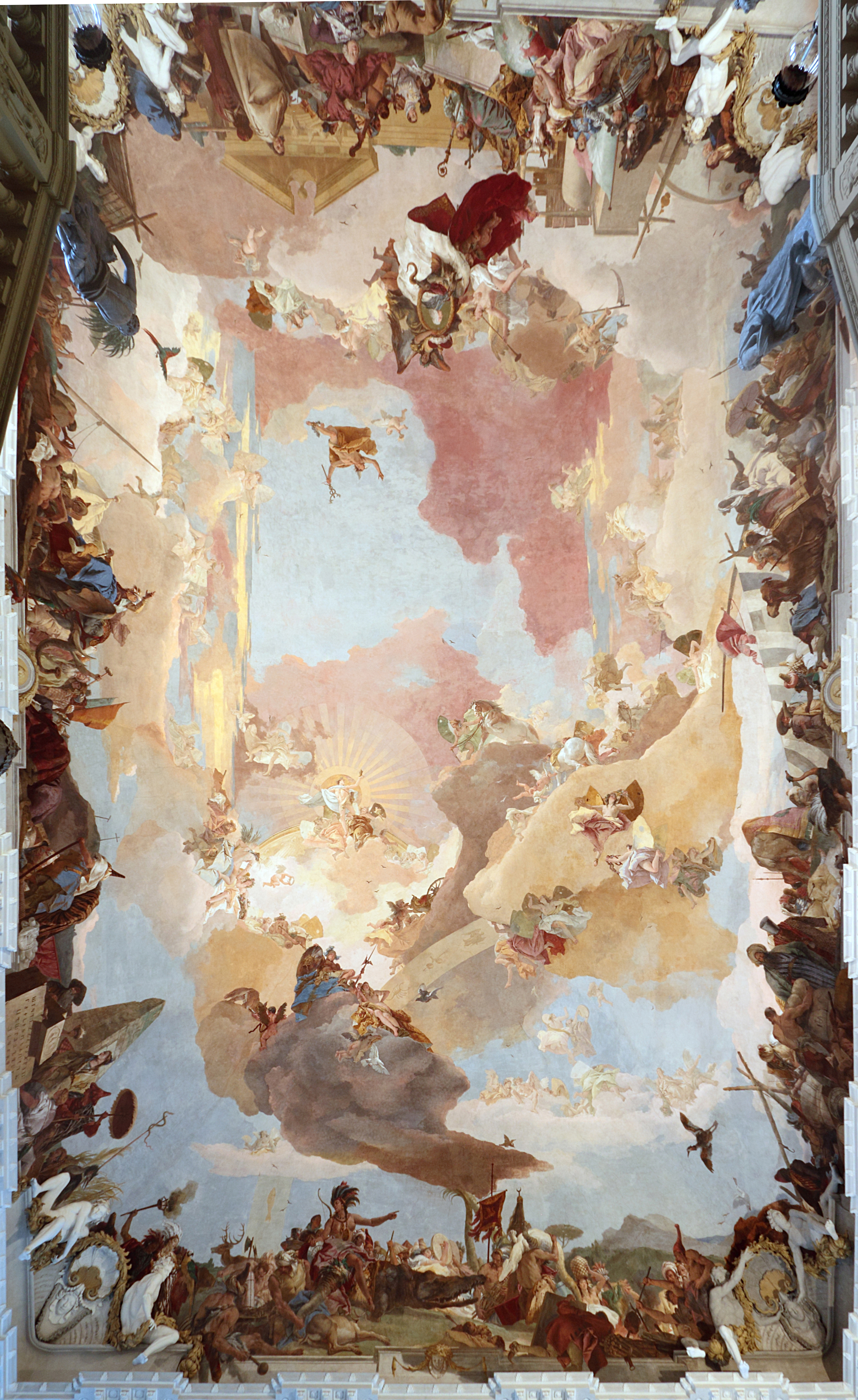
Teto da entrada monumental do Palácio de Wurzburg, uma das suas obras mais celebradas.

Giambattista Tiepolo, ou Giovanni Battista Tiepolo (Veneza, 5 de março de 1696 — Madri, 27 de março de 1770), foi um dos grandes mestres da pintura italiana.
Ganhou fama ainda jovem, e se tornou mais conhecido pelos grandes afrescos em igrejas e palácios. Ao longo de sua vida se tornou um dos principais decoradores da Europa, mas também deixou obra significativa na pintura de cavalete e na gravura. Seu estilo reflete a herança do Classicismo e do Barroco mas se expressa em plenitude numa feição Rococó, corrente da qual é um dos principais representantes, consolidando uma obra que combina grandiosidade, versatilidade, elegância e leveza, com uma figuração dinâmica, uma paleta de cores original e uma pincelada livre e segura. Com a colaboração de seu filho e discípulo Domenico, também pintor de renome, dominou a pintura veneziana do século XVIII, e sua fama continental emprestou lustro a uma República que então estava em decadência política e econômica. Trabalhou na Itália, Germânia, Suíça, Rússia e Espanha. Entre suas obras principais estão os afrescos no Palácio Episcopal de Udine, a telas para a Scuola del Carmine de Veneza, e os afrescos no Palácio Greiffenklau em Würzburg.

## Biografia
Giambattista nasceu em Veneza em 5 de março de 1696, filho de Domenico Tiepolo, pequeno armador, e Orsetta Maramgon. Foi batizado a 16 de abril do mesmo ano. No ano seguinte morre o pai, deixando a família em grande dificuldades financeiras.
Recebeu sua iniciação na arte a partir de 1710, aproximadamente, no ateliê de Gregorio Lazzarini, pintor que fazia sucesso em Veneza e que dominava uma ampla gama de referências estilísticas. O aprendizado pode ter durado até 1717, quando Tiepolo aparece pela primeira vez na lista de membros da guilda dos pintores, indicando ter completado seus estudos e sido reconhecido como profissional. A filiação à guilda era indispensável para que qualquer pintor pudesse exercer legalmente o ofício e receber encomendas em seu nome.
Bem cedo é influenciado pela pintura tenebrista de Federico Bencovich e de Piazzeta, mas também recebe forte marca dos mestres da Renascença veneziana, como Tintoretto e Paolo Veronese. Em 1715 inicia a pintura na igreja veneziana do Ospedaletto, representando figuras dos apóstolos, usando tons escuros e fortes contrastes.
Tiepolo por esta época trabalha para o doge Giovanni II Cornaro, pintando quadros e retratos em seu palácio, dentre os quais o retrato do doge Marco Corner (1716), com tons pastel mornos e claros, lembrando o trabalho de Sebastiano Ricci. Em 11 de agosto expõe, na festa de S. Rocco, o seu esboço para uma Travessia do Mar Vermelho.
Tiepolo realiza na sequência encomendas de telas e afrescos para várias igrejas e famílias nobres de Veneza e cidades dos arredores como Biadene e Pádua. Em Pádua deixou a primeira obra importante, na Villa Baglioti, decorada com afrescos mitológicos entre 1719 e 1720. Ainda em 1719 casou com a nobre Cecilia Guardi, irmã de pintores. Com ela teria nove filhos. Dois deles, Domenico e Lorenzo, foram pintores.
A partir de 1726 pode ser considerado um artista maduro. Ele se consagra nesta época com uma série de obras-primas realizadas para a família Dolfin. Dioniso Dolfin, então arcebispo de Udine, encomendou-lhe a decoração da capela do palácio episcopal, obra inovadora, em se tratando de temas sacros, pela atmosfera leve e pastoral, também louvada pelas cores originais e pela elegância cortesã na concepção das figuras. Do mesmo período é outra série de dez telas de grandes dimensões criadas para o Palácio Dolfin de Veneza, representando cenas de batalhas e triunfos da Roma Antiga.
Artista prolífico e prestigiado, continua realizando importantes trabalhos, onde podem ser citados telas para a igreja de Verolanuova (1735-1740), para a Scuola dei Carmini (1740-1747), e para a Igreja dos Descalços (1743-1744; destruída) em Cannaregio; tetos para os palácios Arquinto e Casati-Dugnani em Milão (1731), a decoração da Capela Colleoni em Bérgamo (1732-1733), um teto para o Gesuati em Veneza (1737-1739), a decoração do Palácio Clerici de Milão (1740), da Villa Cordellini em Montecchio Maggiore (1743–1744) e do salão de baile do Palácio Labia em Veneza (1745–1750).
Em 1750 sua reputação já estava firmada em toda a Europa. Neste ano foi contratado pelo príncipe-bispo de Würzburg para decorar seu palácio. Com a colaboração de seus filhos pintores, deixou dois grandes afrescos, um no teto do Salão Imperial e outro no teto da entrada monumental. Este último, com mostrando uma Alegoria dos Continentes povoada de deuses mitológicos e figuras históricas e alegóricas, está entre suas obras mais aplaudidas.
Em 1761 o rei Carlo III de Espanha contrata Tiepolo para ornar com afrescos os quartos do novo Palácio Real, em Madri. Trabalha vários anos na Espanha, morrendo em 1769 na capital daquele país, sendo enterrado na igreja de São Martin, já destruída.

## Os sete Tiepolos mais bem vendidos
| Obra                                      | Leilão                            | Valor Final |
| Retrato de mulher como Flora              | Christie's Londres, 2008          | €3 300 000  |
| A Lamentação                              | Christie's Londres, 2002          | €2 170 000  |
| Alexandre e Campapse no estúdio de Apeles | Christie's Nova Iorque, 2000      | €1 500 000  |
| A Deposição de Cristo no Túmulo           | Leiria e Nascimento, Lisboa, 2007 | €1 500 000  |
| "Putti" com molhos de trigo e uvas        | Sotheby's Nova Iorque, 2000       | €750 000    |
| Rinaldo abandonando Armida                | Christie's Nova Iorque, 2000      | €712 000    |
| Apollo homenageado pelas Musas (modelo)   | Christie's Nova Iorque, 1998      | €465 000    |

## Galeria
Pinturas de Tiepolo
- Fuga para o Egito (1764-70) no MNAA, Lisboa
- Enterro do Senhor (1769-70) no MNAA, Lisboa
- Triunfo das Artes (1729-30) no MNAA, Lisboa
- São Caetano de Tiene (1710-36) no MNBA, Rio de Janeiro
- Imaculada Conceição (1767-68) no Museu do Prado, Madrid

- Alegoria dos Planetas e Continentes (1752), MMA, NYC
- Sara e o Arcanjo (1726-28), Palácio Patriarcal de Udine
- Hagar e Ismael (c. 1732) na Scuola Grande di San Rocco, Veneza
- Apolo e Dafne (1744-45) no Louvre, Paris
- Jovem com Papagaio (1758-60) no Museu Ashmolean, Oxford

## Obras
- A deposição de Cristo no Túmulo